# Michael Jai White
Michael Jai White (Bridgeport, 10 novembre 1967) è un attore e artista marziale statunitense.
È noto principalmente per il ruolo da protagonista in Black dynamite (2009).

## Biografia
Dopo piccoli ruoli in Il vendicatore tossico 2, Tartarughe Ninja II - Il segreto di Ooze e NYPD Blue, la sua prima parte importante la ottenne nel film Tyson del 1995, basata sulla vita di Mike Tyson. Nel 1997 venne nominato Best Male Newcomer nei Blockbuster Entertainment Awards per il ruolo di Spawn nell'omonimo film. Ha poi affiancato Jean-Claude Van Damme in Universal Soldier: The Return e Steven Seagal in Ferite mortali. Ha partecipato anche in Undisputed II: Last Man Standing a fianco di Scott Adkins.
Nel 2003 ha partecipato al videoclip I Know What You Want di Busta Rhymes e Mariah Carey. Alla recitazione ha affiancato l'attività di doppiatore nelle serie animate della Justice League e di Spawn. Nel 2008 ha interpretato il ruolo del boss mafioso Gambol in Il cavaliere oscuro, seguito di Batman Begins. Nel giugno 2010 è apparso nel cortometraggio Mortal Kombat: Rebirth di Kevin Tancharoen e nel video del primo singolo di Nicki Minaj, Your Love. Nel 2013 partecipa al secondo episodio della seconda stagione di Arrow interpretando Bronze Tiger. Successivamente nel 2016 ha continuato con la serie Never Back Down - No Surrender, che vede il suo ritorno in campo.

## Vita privata
White, nato a Bridgeport nel Connecticut e diplomatosi alla Central High School nel 1982, è un artista marziale completo e detiene sette cinture nere legittimate in Wushu, Tang Soo Do, Taekwondo I.T.F., jujitsu, Karate Shotokan, Karate Goju-ryu e Karate Kyokushin, con particolare attenzione nel Kyokushin, nonostante il suo stile incorpori aspetti di diverse arti marziali. 
White iniziò ad allenarsi nelle arti marziali all'età di sette anni. 
Dall'agosto 2005 al 2011 fu sposato con Courtenay Chatman, ostetrica e ginecologa, con cui ebbe una figlia. Nel 2014 ufficializzò il suo fidanzamento con l'attrice Gillian Iliana Waters, che sposò l'anno successivo. Michael ha anche due figli da una precedente relazione.

## Filmografia

### Attore

#### Cinema
- Tartarughe Ninja II - Il segreto di Ooze regia di Michael Pressman (1991)
- I nuovi eroi, regia di Roland Emmerich (1992)
- Sfida tra i ghiacci, regia di Steven Seagal (1994)
- Spawn, regia di Mark A.Z. Dippé (1997)
- La spirale della vendetta, regia di John Irvin (1997)
- Ringmaster, regia di Neil Abramson (1998)
- Ladri per la pelle (Thick as Thieves), regia di Scott Sanders (1998)
- Universal Soldier: The Return, regia di Mic Rodgers (1999)
- Ferite mortali (Exit Wounds), regia di Andrzej Bartkowiak (2001)
- Trois 2 (Trois 2: Pandora's Box), regia di Rob Hardy (2002)
- Silver Hawk, regia di Jingle Ma (2004)
- Undisputed II: Last Man Standing, regia di Isaac Florentine (2006)
- Why Did I Get Married, regia di Tyler Perry (2007)
- Il cavaliere oscuro (The Dark Knight), regia di Christopher Nolan (2008)
- Black Dynamite, regia di Scott Sanders (2009)
- Blood and Bone, regia di Ben Ramsey (2009)
- Never Back Down - Combattimento letale (Never Back Down 2: The Beatdown), regia di Michael Jai White (2011)
- Tactical Force, regia di Adamo Paolo Cultraro (2011)
- Philly Kid, regia di Jason Connery (2012)
- Generation Iron, regia di Vlad Yudin (2013) - Documentario
- Falcon Rising, regia di Ernie Barbarash (2014)
- Android Cop, regia di Mark Atkins (2014)
- Skin Trade: Merce umana, regia di Ekachai Uekrongtham (2014)
- Chocolate City, regia di Jean-Claude La Marre (2015)
- Chain of Command, regia di Kevin Carraway (2015)
- Never Back Down - No Surrender (Never Back Down 3: No Surrender), regia di Michael Jai White (2016)
- The Asian Connection, regia di Daniel Zirilli (2016)
- S.W.A.T. - Sotto assedio (S.W.A.T.: Under Siege), regia di Tony Giglio (2017)
- Accident Man, regia di Jesse V. Johnson (2018)
- Dragged Across Concrete - Poliziotti al limite (Dragged Across Concrete), regia di S. Craig Zahler (2018)
- The Hard Way, regia di Keoni Waxman (2019)
- Rogue Hostage, regia di Jon Keeyes (2021)
- The Island, regia di Shaun Paul Piccinino (2023)

#### Televisione
- Tyson, regia di Uli Edel – film TV (1995)
- Captive Heart: The James Mink Story regia di Bruce Pittman – film TV (1996)
- Freedom Song, regia di Phil Alden Robinson – film TV (2000)
- Tyler Perry's House of Payne – serie TV, 2 episodi (2007-2008)
- La leggenda di Bruce Lee (The Legend of Bruce Lee) – serie TV, episodi 1x26-1x27-1x36 (2008)
- For Better or Worse – serie TV, 33 episodi (2011-2012)
- Arrow – serie TV, 7 episodi (2013-2014, 2018-2019)

### Regista
- Never Back Down - Combattimento letale (Never Back Down 2: The Beatdown) (2011)
- Never Back Down - No Surrender (2016)

### Videogames
| Anno | Titolo                        | Ruolo                         |
| ---- | ----------------------------- | ----------------------------- |
| 2006 | Justice League Heroes         | John Stewart / Lanterna verde |
| 2007 | The Underground Bounty Hunter | Hatch                         |

### Webserie
| Anno | Titolo                   | Ruolo                | Note                             |
| ---- | ------------------------ | -------------------- | -------------------------------- |
| 2011 | Mortal Kombat: Legacy    | Jackson "Jax" Briggs | 2 episodi                        |
| 2012 | Métal Hurlant Chronicles | Teague               | Episodio: "King's Crown"         |
| 2014 | Métal Hurlant Chronicles | Balt                 | Episodio: "The Endomorphe"       |
| 2016 | Enter the Dojo           | Se stesso            | Episodio: "How to Fight a Clown" |

### Video musicali
| Anno | Video                  | Performer                                                |
| ---- | ---------------------- | -------------------------------------------------------- |
| 2003 | "I Know What You Want" | Busta Rhymes e Mariah Carey featuring The Flipmode Squad |
| 2010 | "Your Love"            | Nicki Minaj                                              |
| 2010 | "Hands Tied"           | Toni Braxton                                             |
| 2012 | "Let's Go"             | Calvin Harris featuring Ne-Yo                            |

## Doppiatori italiani
Nelle versioni in italiano delle opere in cui ha recitato, Michael Jai White è stato doppiato da:
- Roberto Draghetti in Black Dynamite, Never Back Down - Combattimento letale, Dragged Across Concrete - Poliziotti al limite, The Hard Way
- Roberto Gammino in Ferite mortali, Blood and Bone
- Francesco Prando in Skin Trade - Merce umana, Chocolate City
- Diego Reggente in La spirale della vendetta
- Massimo Lodolo in Ladri per la pelle
- Fabrizio Odetto in Undisputed II: Last Man Standing
- Nino Prester in Universal Soldier: The Return
- Alessandro Rossi ne Il cavaliere oscuro
- Massimo Bitossi in Arrow
- Fabrizio Pucci in Spawn
- Ambrogio Colombo in S.W.A.T. - Sotto assedio
- Francesco Pannofino in Trois 2: Una relazione ambigua
- Paolo Marchese in La colazione dei campioni
- Dario Oppido in Triple Threat
- Maurizio Montecchiesi in We Need to Talk About Cosby
- Mimmo Strati in The Commando